# Balance Point
Balance Point Kathy Tyers Csillagok háborúja könyve, Az Új Jedirend könyvsorozat hatodik kötete. A könyv keménykötésű kiadása 2000. november 1-jén jelent meg, míg a puhakötésű kiadás 2001. július 1-jén jelent meg. A könyvet kiadta a Del Rey Books könyvkiadó. A Balance Point hangoskönyv verziójának narrátora Michael Cumpsty.
A könyv cselekménye a Yavini csata után 26 évvel játszódik.

## Fordítás
- Ez a szócikk részben vagy egészben  a   Balance Point című angol Wikipédia-szócikk ezen változatának fordításán alapul.  Az eredeti cikk szerkesztőit annak laptörténete sorolja fel. Ez a jelzés csupán a megfogalmazás eredetét és a szerzői jogokat jelzi, nem szolgál a cikkben szereplő információk forrásmegjelöléseként.